# Campionato italiano indoor maschile di pallanuoto
Il campionato italiano indoor maschile di pallanuoto è stata una competizione pallanuotistica per club disputata con cadenza annuale dal 1955 al 1966. Questa competizione veniva disputata dalle squadre italiane prima dell'inizio della stagione pallanuotistica.

## Albo d'oro
| Stagione | Vincitore         | Secondo Posto | Terzo posto       | Note |
| 1955     | Lazio             | Roma          | Canottieri Napoli |      |
| 1956     | Canottieri Napoli | Napoli        | Lazio             |      |
| 1957     | Canottieri Napoli | Lazio         | Napoli            |      |
| 1958     | Lazio             | Pro Recco     | Florentia         |      |
| 1959     | Lazio             | Fiamme Oro    | Pro Recco         |      |
| 1960     | Fiamme Oro        | Pro Recco     | Camogli           |      |
| 1961     | Lazio             | Pro Recco     | Roma              |      |
| 1962     | Pro Recco         | Lazio         | Nervi             |      |
| 1963     | Pro Recco         | Pegli         | Lazio             |      |
| 1964     | Lazio             | Napoli        | Canottieri Napoli |      |
| 1965     | Canottieri Napoli | Pro Recco     | Napoli            |      |
| 1966     | Pro Recco         | Lazio         | Nervi             |      |